# FC Dinamo Sochumi
Der FC Dinamo Sochumi (georgisch სკ დინამო სოხუმი) ist ein georgischer Fußballverein in Tiflis und spielte zeitweise in der höchsten Spielklasse Georgiens, der Umaghlessi Liga. Die Klubfarben sind blau-weiß.

## Allgemeines
Der Verein sieht sich in der Nachfolge des ehemaligen sowjetisch-abchasischen Clubs Dinamo Suchum und wurde von aus Abchasien vertriebenen Georgiern gegründet. Er schaffte 2005 erstmals den Aufstieg in die höchste georgische Spielklasse. 2006 stieg der Verein wieder aus der ersten Liga ab und spielt seitdem in der zweiten Liga des Landes. Die Heimstätte ist das Schewardeni-Stadion, das 4.000 Menschen Platz bietet.

## Ehemalige Spieler
- Mamuka Zereteli, georgischer Nationalspieler, ehemaliger Legionär auf Zypern, Belgien und dem Iran